# Peter Hofmann (Sänger)
Peter Hofmann (* 22. August 1944 in Marienbad, Reichsgau Sudetenland; † 29. November 2010 in Selb, Fichtelgebirge) war ein deutscher Opernsänger (Tenor), der auch als Rockmusiker bekannt wurde.

## Leben

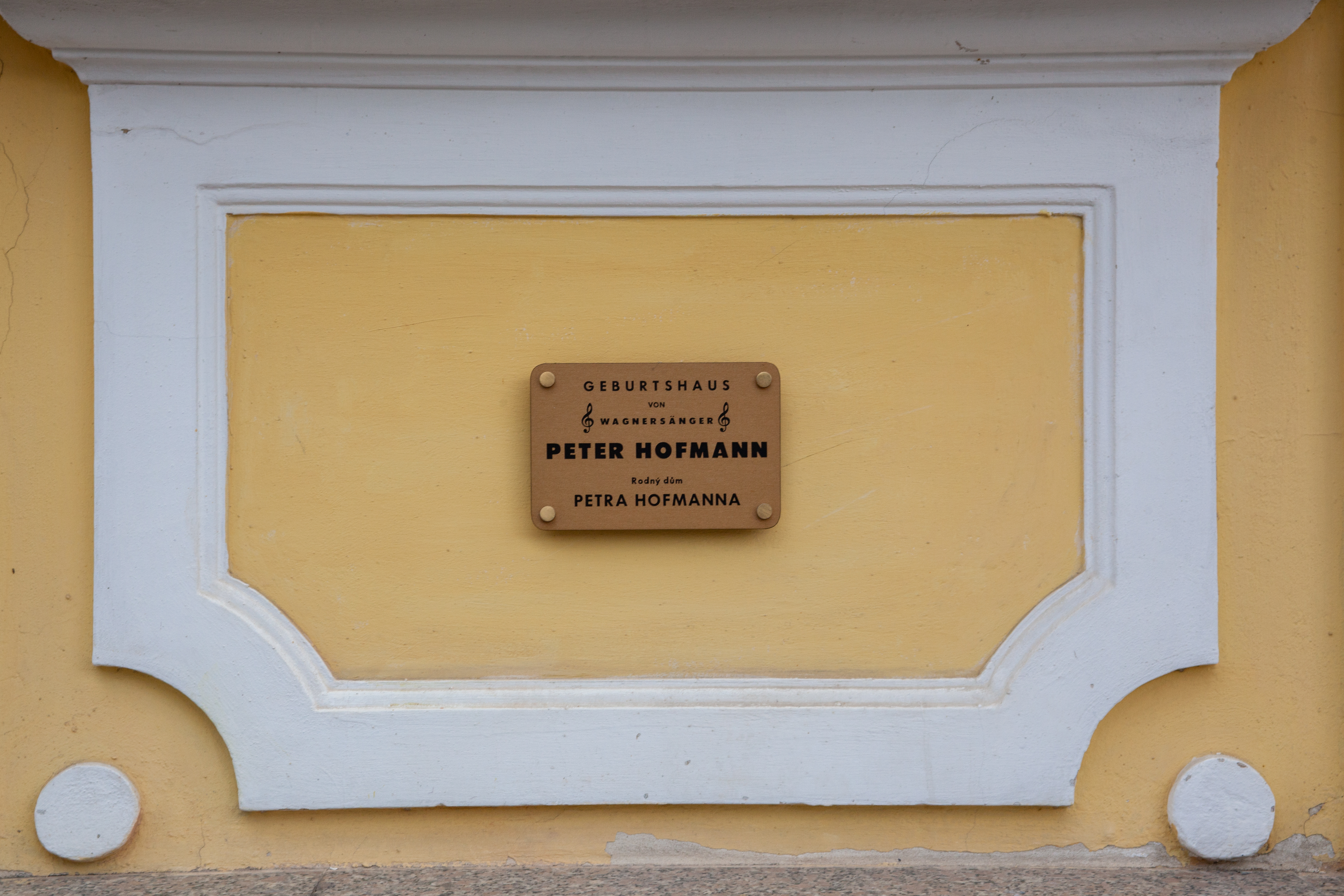
Gedenktafel an Peter Hofmanns Geburtshaus (2020)

Peter Hofmann wuchs in Darmstadt auf und begann mit 16 Jahren als Sänger und Gitarrist in verschiedenen Rock-and-Roll-Bands. Als Schüler des Ludwig-Realgymnasiums (heute Lichtenbergschule) trieb er Leistungssport und war unter anderem hessischer Jugendmeister im Stabhochsprung und Zehnkampf.
Als Soldat auf Zeit der Bundeswehr diente Hofmann bei der Fallschirmjägertruppe in Lebach und Bergzabern und war zuletzt Stabsunteroffizier. Schon in dieser Zeit begann er mit Gesangsstunden bei Emmy Seiberlich in Karlsruhe. Nach dem Abschied von der Bundeswehr studierte er ab 1969 an der Hochschule für Musik Karlsruhe.
Sein Operndebüt gab er 1972 am Theater Lübeck als Tamino in Mozarts Oper Die Zauberflöte. Ab der Spielzeit 1974/1975 war Hofmann für zwei Spielzeiten bis Sommer 1976 am Opernhaus Wuppertal engagiert. 1975 gastierte er mit der Rolle des Loge in Das Rheingold am Opernhaus Dortmund. 1976 sang er in Wuppertal erstmals die Rolle des Siegmund in Richard Wagners Die Walküre. Mit dieser Rolle gastierte er Anfang 1976 bereits auch an der Staatsoper Stuttgart und an der Hamburgischen Staatsoper, bevor ihm im Sommer 1976 mit dem Siegmund bei den Bayreuther Festspielen im Jahrhundertring unter der musikalischen Leitung von Pierre Boulez der endgültige Durchbruch als Opernsänger gelang. 1976 erhielt Hofmann einen Fünf-Jahres-Vertrag am Staatstheater Stuttgart und war dort festes Ensemblemitglied. Bis 1983 trat er dort regelmäßig auf.
Danach übernahm Hofmann vor allem Wagnerrollen an den wichtigsten Opernhäusern der Welt wie der Opéra Garnier (Paris) und der Metropolitan Opera in New York. Er sang die Titelrollen in Tristan und Isolde, Lohengrin, Parsifal und Walther von Stolzing in Die Meistersinger von Nürnberg – Rollen, in denen er nicht nur wegen seines kraftvollen Gesangs, sondern auch wegen seiner hünenhaften Erscheinung mit für einen Opernsänger ungewöhnlich langen blonden Locken auffiel.
Im Juli/August 1989 hatte Hofmann mit dem Siegmund seine letzten Auftritte bei den Bayreuther Festspielen, ansonsten trat er als Opernsänger bis 1992 weiterhin in Wagner-Rollen auf. Zuletzt sang er am Nationaltheater Mannheim die Titelrolle in Wagners Bühnenweihfestspiel Parsifal.
Parallel dazu widmete sich Hofmann der Rockmusik und veröffentlichte erfolgreich einige Platten, auf denen er bekannte Rock- und Popballaden interpretierte. Dieser Ausflug in die U-Musik wurde mit vier Gold- und zwei Platin-Schallplatten belohnt. Bereits das erste Album Rock Classics erhielt nach kurzer Zeit Doppel-Platin. Die Alben Unsre Zeit, Peter Hofmann 2, Monuments und Rock Classics Vol. 2 wurden in Deutschland mit Gold ausgezeichnet. Das letztgenannte Album erlangte auch in Österreich Goldstatus. In der Folgezeit war Hofmann sowohl im Opern- als auch im U-Musik-Bereich aktiv und präsentierte sich zeitweise als Rocker mit Lederkluft und schweren Motorrädern. Ein Opernsänger im herkömmlichen Sinne wollte er nie sein.
Ab 1990 spielte er die Titelrolle in dreihundert Aufführungen von Das Phantom der Oper, mit denen das neu erbaute Theater Neue Flora in Hamburg seinen Betrieb aufnahm. Hofmann erhielt Auszeichnungen wie diverse Bambis bis zum Grammy.
1997 war er neben Gojko Mitić bei den Karl-May-Spielen Bad Segeberg als Old Firehand in Winnetou und Old Firehand zu sehen.
Im Jahr 2003 erschien die Biografie Peter Hofmann – Singen aus Leidenschaft, im Oktober 2012 das Buch seines Bruders Fritz Hofmann Peter Hofmann – Geschichten aus einem bewegten Sängerleben. 
Aus seiner ersten Ehe hatte Peter Hofmann zwei Söhne, die zweite Ehe mit der Opernsängerin Deborah Sasson wurde 1983 auf dem Standesamt Kemnath geschlossen und dauerte bis 1990. Er lebte viele Jahre auf Schloss Schönreuth in der Oberpfalz, anschließend einige Jahre im ehemaligen Schulhaus von Friedersreuth bei Pressath und dann mehrere Jahre bis zu seinem Tode zurückgezogen mit seiner dritten Frau Sabine (geborene Zimmerer) und der 2003 geborenen Tochter Laura im Landkreis Wunsiedel im Fichtelgebirge.
1994 entdeckte Hofmann an sich erste Anzeichen der Parkinson-Krankheit, konnte die Auswirkungen jedoch zunächst mit Hilfe von Medikamenten beherrschen und weiter als Sänger auftreten. 1999 gab er seine Krankheit öffentlich bekannt und trat nach seiner Weihnachtstournee im Jahr 2000 nicht mehr auf. Im fortgeschrittenen Stadium der Krankheit konnte er kaum noch sprechen, nicht mehr selbständig essen und war auf den Rollstuhl angewiesen. Jahrelang unterstützte er die Parkinson-Forschung mit seinem Peter-Hofmann-Parkinson-Forschungsprojekt.
In der Nacht zum 30. November 2010 starb Peter Hofmann in einer Klinik, in die er wenige Tage zuvor mit dem Verdacht auf Lungenentzündung eingeliefert worden war.
In der Stadtbücherei Kemnath ist ihm ein Gedenkraum gewidmet. Gezeigt werden zahlreiche Fotos, ein Gemälde, das ihn als Siegmund in Bayreuth zeigt, die erste seiner vielen Goldenen Schallplatten sowie eine DVD-Dokumentation. Den zentralen Platz im Raum nimmt eine Bronzebüste ein.
Am 16. März 2018 wurde auf Initiative seines Bruders Fritz eine Gedenktafel am Geburtshaus Peter Hofmanns in Marienbad eingeweiht.

## Sonstiges
Seit seiner Bundeswehrdienstzeit als Fallschirmjäger in Bad Bergzabern pflegte Hofmann eine enge Freundschaft zu dem späteren Wolfsforscher Werner Freund, der sein militärischer Ausbilder gewesen war. Hofmann war Pate eines  Peter genannten Wolfes im Wolfspark in Merzig.

## Diskografie

### Studioalben
| Jahr | Titel                                      | Höchstplatzierung, Gesamtwochen, AuszeichnungChartplatzierungen (Jahr, Titel, Platzierungen, Wochen, Auszeichnungen, Anmerkungen) | Höchstplatzierung, Gesamtwochen, AuszeichnungChartplatzierungen (Jahr, Titel, Platzierungen, Wochen, Auszeichnungen, Anmerkungen) | Höchstplatzierung, Gesamtwochen, AuszeichnungChartplatzierungen (Jahr, Titel, Platzierungen, Wochen, Auszeichnungen, Anmerkungen) | Anmerkungen                                                                            |
| Jahr | Titel                                      | DE | AT | CH | Anmerkungen                                                                            |
| ---- | ------------------------------------------ | --- | --- | --- | -------------------------------------------------------------------------------------- |
| 1982 | Rock Classics                              | DE1 ×2Doppelplatin · (60 Wo.)DE                                                                                                   | AT1 (30 Wo.)AT | — | Erstveröffentlichung: Oktober 1982 Verkäufe: + 1.000.000                               |
| 1984 | Peter Hofmann 2 – Ivory Man                | DE2 Gold · (30 Wo.)DE | AT7 (8 Wo.)AT | CH20 (8 Wo.)CH | Erstveröffentlichung: März 1984 Verkäufe: + 250.000                                    |
| 1985 | Unsre Zeit                                 | DE13 Gold · (11 Wo.)DE | AT9 (6 Wo.)AT | — | Erstveröffentlichung: November 1985 Verkäufe: + 250.000                                |
| 1987 | Rock Classics 2                            | DE15 Gold · (15 Wo.)DE | AT12 Gold · (10 Wo.)AT | — | Erstveröffentlichung: Oktober 1987 Verkäufe: + 275.000                                 |
| 1988 | Monuments                                  | DE17 Gold · (8 Wo.)DE | — | — | Erstveröffentlichung: Dezember 1988 Verkäufe: + 250.000; mit London Symphony Orchestra |
| 1992 | Love Me Tender – Peter Hofmann singt Elvis | DE13 (16 Wo.)DE | — | — | Erstveröffentlichung: April 1992                                                       |
| 1994 | Country Roads                              | DE45 (7 Wo.)DE | — | — | Erstveröffentlichung: September 1994                                                   |
| 1996 | Rock Classics – Love Songs                 | DE51 (10 Wo.)DE | — | — | Erstveröffentlichung: Dezember 1996                                                    |

grau schraffiert: keine Chartdaten aus diesem Jahr verfügbar
Weitere Veröffentlichungen:
- 1986: Live ’86
- 1990: Wild and lonely heart
- 1998: Rock Classics: Your Songs

### Klassik
- 1980: Richard Wagner: Die Walküre (Orchester der Bayreuther Festspiele, Pierre Boulez, Inszenierung Patrice Chéreau, auch DVD)
- 1980: Ludwig van Beethoven: Fidelio (Chicago Symphony Orchestra, Sir Georg Solti)
- 1981: Wolfgang Amadeus Mozart: Die Zauberflöte (Symphonieorchester und Chor des Bayerischen Rundfunks, Bernard Haitink)
- 1981: Richard Wagner: Parsifal (Berliner Philharmoniker, Chor der Deutschen Oper Berlin, Herbert von Karajan)
- 1981: Richard Wagner: Tristan und Isolde (Symphonieorchester des Bayerischen Rundfunks, Leonard Bernstein)
- 1982: Richard Wagner: Lohengrin (Chor und Orchester der Bayreuther Festspiele, Woldemar Nelson, auch DVD)
- 1982: Christoph Willibald Gluck: Orfeo ed Euridice (Philharmonisches Orchester Köln, Heinz Panzer)
- 1983: Richard Wagner: Höhepunkte aus Rienzi, Tannhäuser (RSO Stuttgart, Iván Fischer)
- 1985: Richard Wagner: Der fliegende Holländer (Berliner Philharmoniker, Wiener Staatsopernchor, Herbert von Karajan)
- 1985: Richard Wagner: Parsifal (Chor und Orchester der Bayreuther Festspiele, James Levine)
- 1985: Richard Wagner: Die Walküre, 1. Akt (New York Philharmonic Orchestra, Zubin Mehta, Éva Marton, Martti Talvela)
- 1986: Richard Wagner: Lohengrin (Metropolitan Opera Orchestra, Metropolitan Opera Chorus, James Levine)

### Musical
- 1990: Andrew Lloyd Webber: Das Phantom der Oper – Höhepunkte der Hamburger Aufführung (Ensemble der Neuen Flora Hamburg mit Anna Maria Kaufmann)

### Weihnachten
- 1989: Peter Hofmann (and the London Symphony Orchestra) Stille Nacht (Andrew Pryce Jackman)